# لباس‌های ارگانیک
لباس‌های ارگانیک از مواد طبیعی ساخته شده‌اند که به صورت استاندارد در کشاورزی پرورش داده می‌شود. لباس‌های ارگانیک ممکن است از پنبه، جوت (پنبه هندی)، ابریشم یا پشم تهیه شده باشند. خرده فروشندگان هزینه بیشتری برای تولید لباس‌های ارگانیک می‌دهند، چون منبع این لباس‌ها که فیبر باشد از علف کش‌ها، آفت کش‌ها، یا به‌طور کلی اصلاح بذرها می‌باشد. نیاز نیست که لباس‌ها ۱۰۰٪ طبیعی باشند تا برچسب طبیعی روی آن‌ها چسبانده شود.

## مزایا
پارچه‌های طبیعی معتبر و لباس‌ها می‌توانند یکی از راه‌های کمک به محیط زیست باشند، مثل:
- عدم استفاده از آفت کش‌ها
- پنبه‌های طبیعی در کشاورزی گاز دی‌اکسید کربن کمتری در گازهای گلخانه‌ای تولید می‌کنند.
- کشاورزی طبیعی سالیانه ۱٫۵ میلیون تن گاز دی‌اکسید کربن تولید می‌کند که برای اتمسفر مضر می‌باشد.
- پنبه‌های طبیعی در کشاورزی به میزان ۶۰٪ آب کمتری نسبت به کشاورزی معمولی مصرف می‌کنند.
- باقی ماندهٔ آفت کش‌ها و علف کش‌ها به‌طور ناخواسته وارد محیط زیست نمی‌شود.
- انسان‌ها و حیوانات تحت تأثیر آفت کش‌ها و علف کش‌های شیمیایی قرار نمی‌گیرند.
- زمانی که پارچه‌ها دور انداخته می‌شوند، آفت کش‌ها و علف کش‌ها به علت شیمیایی بودن به طبیعت یا مکان‌های بازیافت زباله باز نمی‌گردند.

۲٫۵٪ کل زمین‌های زراعی زیر کشت پنبه در دنیا از حشره کش‌ها استفاده می‌کنند، این میزان ۱۶٪ می‌باشد و بیشتر محصولات عمده هستند. در آمریکا ۱٫۳ پوند کود مصنوعی برای ۱ پوند پنبه خام استفاده می‌شود و از یک پوند پنبه خام یک تی-شرت می‌توان ساخت.

## نقدها
محققین دانشگاه آکسفورد ۷۱ مورد مطالعاتی را مورد بررسی قرار دادند. این بررسی‌ها نشان می‌دهد که کشاورزی طبیعی یا ارگانیک ۸۴٪ زمین بیشتری نیاز دارد. دانشمندان به این نتیجه رسیدند که هر دونوع کشاورزی ارگانیک و معمولی به محیط زیست ضرر بیشتری می‌زنند تا کشاورزی یکپارچه و یکدست که با یکی کردن بهترین‌ها از هر دوی آن‌ها و تکونولوژی جدید با تولید و بازدهی بالاتر، زمین کمتری برای کشاورزی مورد نیاز است و برای حیات وحش و جنگلداری نیز قابل قبول است.
خیلی از فروشندگان مانند H&M، Nike و Wal-Mart بازار لباس‌های ارگانیک که شامل فرایند شیمیایی از رنگرزی تا سفید کردن می‌شود که کاملاً متناقض است با برچسب ارگانیکی بودن آن لباس.
خیلی از کمپانی‌ها لباس‌هایی با جنس گیاه بامبو می‌فروشند که این لباس‌ها عموماً برچسب «ارگانیک» دارند. به هر حال این یک کار اشتباه است. پارچه‌های تهیه شده از بامبو عموماً طی فرایندهای شیمیایی قرار می‌گیرند مانند «پختن». شاخه و برگ‌های بامبو در یک فرایند سخت شیمیایی مثل «سدیم هیدروکسید» و «دی سولفید کربن»، در این فرایند همچون هیدرولیز آلکالیز و ترکیب با سفیدکنندهٔ چند مرحله‌ای. هر دوی سدیم هیدروکسید و دی سولفید کربن جز موادی هستند که برای سلامتی مضر هستند. این مواد مشابه ابریشم مصنوعی هستند، که دقیقاً مطابق تعریف پارچهٔ بامبو است. نظرات و انتقادات همچنین راجع به قیمت بالای آن‌ها نیز می‌باشد.